# Club d'Atletisme Platges de Castelló
El Club d'Atletisme Platges de Castelló és un club esportiu de Castelló de la Plana dedicat a la pràctica de l'atletisme. Ha guanyat dues vegades la Copa d'Europa de clubs i ha estat considerat per la RFEA com el millor club d'atletisme cada any des del 2006.
El Club Atletisme Castelló va ser fundat el 20 de març de 1981, i des de llavors ha canviat diverses vegades de nom depenent dels patrocinis que ha rebut. Amb tot, des del 2006 es diu Club d'Atletisme Platges de Castelló. Ha estat el guanyador de la Copa d'Europa de clubs en les edicions de 2015 i 2019, en ambdós casos en categoria masculina.